# Ozun
Ozun (Uzon) is een Roemeense gemeente in het district Covasna.
Ozun telt 4599 inwoners.